# Friedrich Kaltschmied
Friedrich Kaltschmied (auch Kaltschmidt, Kaltschmid, * 6. Juli 1643 in Breslau, Fürstentum Breslau; † 21. Juli 1717 ebenda) war Mediziner und Stadtphysicus in Breslau.

## Leben und Wirken
Friedrich Kaltschmied studierte Medizin und wurde 1668 mit seiner Dissertation De paralysi bei Johann Theodor Schenck an der Universität Jena zum Dr. med. promoviert. Anschließend war er zunächst Stadtarzt in Rawicz, wurde danach Stadtarzt in Breslau und wirkte darüber hinaus zuletzt als Leib- und Hofarzt des Kaisers.
Am 3. Mai 1708 wurde er unter der Präsidentschaft des Mediziners und Naturforschers Lukas Schröck mit dem akademischen Beinamen Protarchus I. unter der Matrikel-Nr. 277 als Mitglied in die Leopoldina aufgenommen.